# Chondroscaphe flaveola
Chondroscaphe flaveola là một loài thực vật có hoa trong họ Lan. Loài này được (Linden & Rchb.f.) Senghas & G.Gerlach mô tả khoa học đầu tiên năm 1993.